# Prosymna ruspolii
Prosymna ruspolii — вид змій родини Prosymnidae. Ендемік Танзанії. Вид названий на честь італійського дослідника та натураліста принца Еугеніо Русполі.

## Поширення і екологія
Prosymna ruspolii мешкають на півдні Ефіопії і Сомалі, в Кенії та на півночі Танзанії (Кіліманджаро). Вони живуть у напівпустелях та в сухих акацієво-комміфіорових заростях. Ведуть риючий спосіб життя. Самиці відкладають яйця, у кладці 3—4 яйця.